# Belyta rugosicollis
Belyta rugosicollis är en stekelart som beskrevs av Jean-Jacques Kieffer 1909. Belyta rugosicollis ingår i släktet Belyta, och familjen hyllhornsteklar. Arten är reproducerande i Sverige.